# Ministère de la Planification et de la Coopération internationale (Yémen)
Pour les autres articles nationaux ou selon les autres juridictions, voir Ministère de la Planification et de la Coopération internationale.
Le ministère de la Planification et de la Coopération internationale (arabe : وزارة التخطيط والتعاون الدولي) est le département ministériel du gouvernement yéménite chargé de la planification et de la coopération internationale.

## Liste des ministres
| Début            | Fin      | Ministre                        | Gouvernement             |
| ---------------- | -------- | ------------------------------- | ------------------------ |
| 18 décembre 2020 | En poste | Waed Bathib                     | Maïn Abdelmalek Saïd (2) |
| 2018             | 2020     | Najib Mansour Hamid al-Awj (ar) | Maïn Abdelmalek Saïd (1) |
| 2016             | 2018     | Mohammed Saïd al-Saadi (ar)     | Ahmed ben Dagher         |

## Annexe